# Río Uruguay
Der ca. 1815 km lange Río Uruguay (portugiesisch Rio Uruguai) ist ein Fluss in Südamerika, der über weite Strecken die Grenze zwischen den Staaten Brasilien, Argentinien und Uruguay bildet und schließlich – zusammen mit dem Paraná – den Río de la Plata bildet. Der Name bedeutet so viel wie „Fluss des bunten Vogels“.

## Verlauf
Der Río Uruguay entsteht am Zusammenfluss von Rio Canoas (rechts) und Rio Pelotas (links) im Süden des brasilianischen Berglandes an der Grenze der Bundesstaaten Santa Catarina und Rio Grande do Sul. Er verläuft entlang der Grenze der beiden Bundesstaaten nach Westen, anschließend bildet er die Staatsgrenze zwischen Argentinien und Brasilien und wendet sich nach Süden. Von El Soberbio aus etwas weiter flussaufwärts bildet sich der 2 km lange Wasserfall Salto Yucumã. Dieser verläuft einzigartig in der Welt parallel zum Flusslauf. Auf den letzten ca. 300 km bildet der Río Uruguay die Staatsgrenze zwischen Argentinien und Uruguay, das seinen Namen von der Lage zu diesem Fluss ableitet („Republik östlich des Uruguay“).

## Sehenswürdigkeiten
An dem letzten Teilabschnitt finden sich auf uruguayischer Seite insgesamt 13 Festungen, die im 19. Jahrhundert im Zusammenhang mit den Unabhängigkeitskämpfen des Landes errichtet wurden. Teilweise werden diese nach durchgeführter Restauration heute als Museen genutzt.

## Schiffbarkeit
Schiffbar ist der Río Uruguay bis Paysandú, also deutlich weniger weit als sein „Zwillingsfluss“ Paraná, da er viel mehr Stromschnellen hat. Das Einzugsgebiet ist 365.000 km² groß.